# Relations entre Sainte-Hélène et ses dépendances et l'Union européenne
 (Février 2020).
Les relations entre Sainte-Hélène et ses dépendances et l'Union européenne reposent sur le fait que Sainte-Hélène et ses dépendances sont un pays et territoire d'outre-mer de l'Union européenne (c'est-à-dire, un territoire d'un État membre situé hors de l'Union européenne).

## Aide au développement
Montserrat a bénéficié au titre du 9e Fonds européen de développement de la somme initiale de 8,6 millions d'euros auxquels se sont ajoutés 8,6 millions d'euros supplémentaires au titre des précédents FED et 2,2 millions d'euros au titre de l’examen à mi-parcours. Au titre du 10e, elle a bénéficié de 15,5 millions d'euros.

## Exceptions aux politiques communautaires
| États membres et territoires                 | Dans l'Union ? | Application du droit de l’Union | Exécutoire devant les tribunaux | Euratom | Citoyenneté de l'Union | Élections du Parlement | Espace Schengen | Espace TVA | Territoire douanier de l’Union | Marché commun européen | Zone euro |
| -------------------------------------------- | -------------- | ------------------------------- | ------------------------------- | ------- | ---------------------- | ---------------------- | --------------- | ---------- | ------------------------------ | ---------------------- | --------- |
| Sainte-Hélène, Ascension et Tristan da Cunha | Non            | Application minimale (PTOM)     | Oui                             | Oui,    | Oui                    | Non                    | Non             | Non        | Non                            | Application partielle  | Non (SHP) |